# 梅爾瓦 (密蘇里州)
梅爾瓦（英語：Melva）是位於美國密蘇里州托尼縣的鬼鎮。

## 歷史
梅爾瓦的郵局於1906年設立，其後於1931年停運。

## 地理
梅爾瓦所處的海拔為高於海平面262米（即860英呎），而該地所採用的時區為UTC-6，即北美中部時區（CST）。同時該地設有夏令時間，為UTC-6調快一小時，即UTC-5（CDT）。